# Закарпатська обласна рада
Закарпатська обласна рада — представницький орган місцевого самоврядування, що складається з депутатів, обраних населенням Закарпатської області терміном на п'ять років. Рада обирає постійні і тимчасові комісії. Обласна рада проводить свою роботу сесійно. Сесія складається з пленарних засідань і засідань її постійних комісій.

## Попередні скликання

### VIII скликання
Станом на серпень 2025 року в опозиції перебуває 21 із 64 депутатів. Це 6 позафракційних депутатів, 8 депутатів "Партії угорців України" та 7 депутатів "Команди Андрія Балоги".
Коаліція складається з 42 депутатів партій "Рідне Закарпаття", "Слуга народу", "Батьківщина", "ЄС", "За майбутнє".

### VII скликання
Єдиний центр (18)

     Блок Петра Порошенка (15)

     Відродження (11)

     Партія угорців України (8)

     ВО «Батьківщина» (7)

     Опозиційний блок (4)

     Позафракційні (1)

## Керівники Закарпатської обласної ради
| №   | Ім'я                            | Початок повноважень | Кінець повноважень | Партія                      |
| --- | ------------------------------- | ------------------- | ------------------ | --------------------------- |
| 1.  | Волощук Михайло Юрійович        | квітень 1990        | жовтень 1991       | КПРС                        |
| 2.  | Дорчинець Дмитро Федорович      | 29 квітня 1992      | травень 1994       | колишній член КПРС          |
| 3.  | Устич Сергій Іванович           | 10 липня 1994       | квітень 1998       | Безпартійний                |
| 4.  | Іванчо Іван Васильович          | квітень 1998        | квітень 2002       | Наша Україна                |
| 5.  | Андрусь Микола Іванович         | 19 квітня 2002      | квітень 2006       | колишній член КПРС          |
| 6.  | Кічковський Михайло Михайлович  | 18 квітня 2006      | 23 листопада 2010  | Єдиний Центр                |
| 7.  | Балога Іван Іванович            | 23 листопада 2010   | листопад 2014      | Єдиний Центр і безпартійний |
| 8.  | Чубірко Володимир Володимирович | 28 листопада 2014   | 1 грудня 2015      | Рідне Закарпаття            |
| 9.  | Рівіс Михайло Михайлович        | 1 грудня 2015       | 7 грудня 2020      | Безпартійний                |
| 10. | Петров Олексій Геннадійович     | 7 грудня 2020       | 15 листопада 2021  | Слуга народу                |
| 11. | Чубірко Володимир Володимирович | 25 листопада 2021   | 27 вересня 2023    | Рідне Закарпаття            |
| 12. | Сарай Роман Дмитрович           | 27 вересня 2023     |                    | Слуга народу                |

## Будівля Закарпатської обласної ради
Палац Земського уряду, зведений у 1932—1936 роках за проєктом братиславського архітектора Франтішка Крупки. Ця найважливіша адміністративна будівля Підкарпатської Русі побудована у стилі модерністського класицизму. Вона закомпонована в центрі «підкови» кварталу Малий Ґалаґов, споруда Земського уряду є взірцем неокласицизму. Шестиповерхова будівля пожвавлена масивним ризалітом, акцентованим імпозантним травертиновим портиком з колонами. В оздобленні урядового палацу щедро використовували травертин, онікс та різні види мармуру.
Зараз це будівля Закарпатської ОДА, тож у будній день можна побачити інтер'єр, зокрема атріум. Франтішек Крупка подбав про виняткові акустичні дані для проведення в атріумі музичних заходів. У цій будівлі знаходиться єдиний в Україні діючий ліфт патерностер, кабінки якого не мають дверей і рухаються безперервно.